# Châteauneuf-Grasse

Châteauneuf-Grasse este o comună în departamentul Alpes-Maritimes din sud-estul Franței. În 1 ianuarie 2022 avea o populație de 3.765 de locuitori.